# ITF feminino de Concord de 2019
O ITF feminino de Concord de 2019 foi um torneio de tênis feminino disputado em quadras duras na cidade de Concord, nos Estados Unidos. Foi o primeiro e último torneio na cidade nesse circuito.

## Simples

### Cabeças de chave
| Cabeça | Ranking1 | Jogadora          |
| ------ | -------- | ----------------- |
| 1      | 103      | Christina McHale  |
| 2      | 114      | Danka Kovinić     |
| 3      | 125      | Zhu Lin           |
| 4      | 133      | Katarina Zavatska |
| 5      | 134      | Elena Bogdan      |
| 6      | 136      | Anhelina Kalinina |
| 7      | 143      | Varvara Flink     |
| 8      | 150      | Allie Kiick       |

- 1 Rankings de 5 de agosto de 2019.

### Outras entradas
As seguintes jogadoras receberam convites para a chave principal:
- Brittany Collens
- Caroline Dolehide
- Elizabeth Halbauer
- Claire Liu

As seguintes jogadoras entram na chave principal passando pelo qualificatório:
- Sophie Chang
- Magdalena Fręch
- Olga Govortsova
- Paula Ormaechea
- Nina Stojanović
- Fanny Stollár
- Sophia Whittle
- You Xiaodi

## Duplas

### Cabeças de chave
| Cabeça | Equipe          | Equipe           |
| ------ | --------------- | ---------------- |
| 1      | Danka Kovinić   | Nina Stojanović  |
| 2      | Bibiane Schoofs | Yanina Wickmayer |
| 2      | Chen Pei-hsuan  | Hsieh Yu-chieh   |
| 4      | Olga Govortsova | Valeria Savinykh |

### Outras entradas
As seguintes duplas receberam convite para a chave principal:
- Brittany Collens /  Nastasya Semenovski
- Angela Kulikov /  Rianna Valdes
- Elizabeth Campbell /  Amber Robins

## Finais
| Categoria | Campeã(s)                    | Vice-campeã(s)                 | Resultado          | Chave(s)  | Chave(s)       |
| --------- | ---------------------------- | ------------------------------ | ------------------ | --------- | -------------- |
| Simples   | Caroline Dolehide            | Ann Li                         | 6–3, 7–5           | principal | qualificatório |
| Duplas    | Angela Kulikov Rianna Valdes | Elizabeth Halbauer Ingrid Neel | 7–63, 4–6, [17–15] | principal | principal      |